# Scipione Pulzone
Scipione Pulzone, detto il Gaetano o anche Scipione Gaetano (Gaeta, 1540-42 circa – Roma, 1º febbraio 1598), è stato un pittore italiano.
Fu uno dei più originali interpreti pittorici dell'età della Controriforma ed uno dei più apprezzati artisti attivi a Roma nella seconda metà del XVI secolo: fu riscoperto dallo storico dell'arte Federico Zeri che gli dedicò il saggio Pittura e Controriforma - L'"arte senza tempo" di Scipione da Gaeta (1957).

## Biografia
Allievo forse di Jacopino del Conte, fortemente influenzato dalle scuole veneta e fiamminga e da Sebastiano del Piombo, seppe elaborare uno stile originale e particolarmente efficace che è la conclusione di un percorso stilistico che intreccia esigenze religiose e tradizione; molto apprezzato dalla committenza religiosa dell'età della Controriforma.
Console dell'Accademia di San Luca e reggente della Congregazione dei Virtuosi al Pantheon, lasciò anche numerosi ritratti.

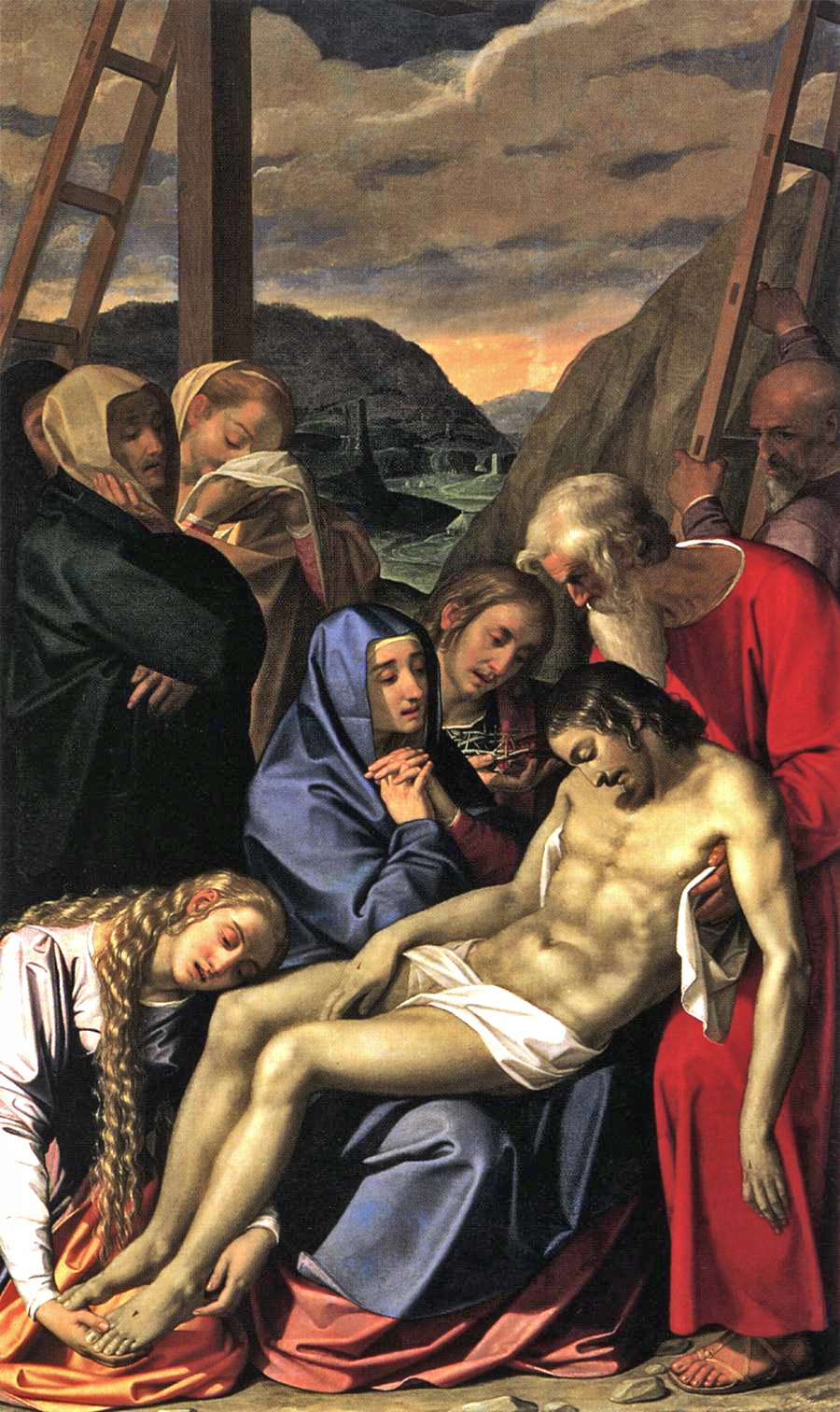
Il lamento della vergine

Le opere autonome del Pulzone, come la Sacra Famiglia, sono un esempio concreto di ciò che poi è stato definito dai critici "arte senza tempo": cioè all'apparenza senza un vero e proprio contesto storico, ma basata su un esperto utilizzo di elementi stilistici arcaicizzanti, che suscitano nell'osservatore sentimenti di pietà, devozione e momenti di meditazione religiosa. L'arte di Scipione Pulzone da Gaeta è in realtà estremamente legata alla sua epoca e ai suoi committenti, soprattutto i Gesuiti, e seppe precorrere i modi carracceschi nella scernita dei modelli da utilizzare per comporre le opere. Scipione resta uno dei punti cardine, e forse l'apice, di quel vago e ancora incerto periodo artistico.

## Opere principali

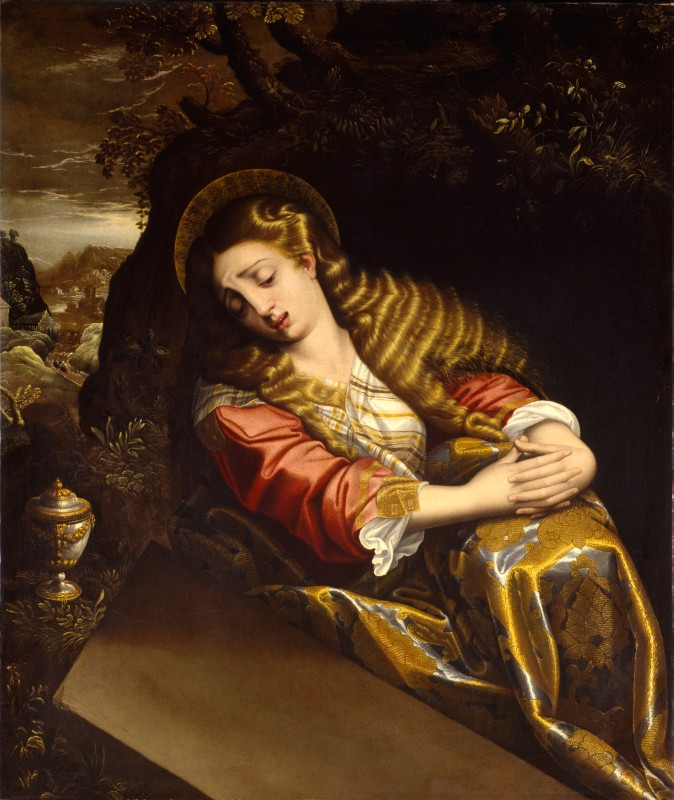
Maddalena al sepolcro, 1585-1590 (Fondazione Cariplo)

- Maddalena (1574), Roma, Basilica di San Giovanni in Laterano
- Autoritratto (1574), Otterlo, Kröller-Müller Museum
- Immacolata Concezione (1581), Ronciglione, Chiesa dei Cappuccini
- Assunta (1585), Roma, San Silvestro al Quirinale
- Crocefissione (1592), Roma, Santa Maria in Vallicella
- Pietà (1591), New York, Metropolitan Museum
- Madonna della Divina Provvidenza (1594), Roma, Chiesa di San Carlo ai Catinari
- Ritratto del Cardinale Ricci, Londra, National Gallery
- Sacra famiglia, Roma, Galleria Borghese
- Pio V, Roma, Galleria Colonna
- Pio V, Pavia, Collegio Ghislieri
- Famiglia di Alfonso Gonzaga, Roma, Galleria Colonna
- Maria SS. degli Angeli con S. Francesco e S. Chiara (1588), Mistretta.
- Ritratto di Gregorio XIII, Frascati, Istituto Salesiano Villa Sora.
- Vergine con Santi, (1584), dipinto raffigurante la Madonna degli Angeli ritratta fra San Francesco d'Assisi e Santa Chiara. Opera commissionata e documentata per la chiesa di Santa Maria dell'Itria del convento dell'Ordine dei frati minori cappuccini. Il dipinto restaurato è custodito presso la chiesa dell'Immacolata Concezione di Milazzo.